# Jouannetia semicaudata
Jouannetia semicaudata is een tweekleppigensoort uit de familie van de Pholadidae. De wetenschappelijke naam van de soort is voor het eerst geldig gepubliceerd in 1828 door Desmoulins.